# 桑沢賞
桑沢賞（くわさわしょう）は創立者である桑沢洋子の業績を記念し、1993年（平成5年）、桑沢デザイン研究所同窓会により制定された賞。デザイン業界を幅広く網羅した、文化、産業、生活、環境、教育など総合的な舞台で活躍する人々を支援することを目的とする。

## 運営母体

### 活動内容
組織は桑沢デザイン研究所に学んだ者（同窓会費を納めた者）が会員資格を有する。近年では毎年350人程度が新会員となり、同窓会も昭和29年の研究所設立以来2万人を数える。
同窓会では桑沢賞の選考、夏期デザイン講座、一般向けの講義である桑沢デザイン塾を開講運営し、同窓生のみならずデザインに興味を持つ多くの人に参加してもらっている。また、同窓生間の交流、連絡、情報センターとしての役割を担うべく、同窓会自らの情報発信はもとより、母校桑沢デザイン研究所への全面的なバックアップをする。
広報活動
同窓会では、桑沢同窓生相互の連絡やコミュニケーションのためにホームページ、Facebook等を開設している。同窓会や桑沢デザイン研究所の行事の案内や、個展の案内、出版の案内、同窓会支部活動などタイムリーに掲載している。また、「同窓会ニュース」を年1回発行しており、行事や同窓生のさまざまな活動を詳細に報告している。
桑沢賞・定期総会
桑沢デザイン研究所の創立者・桑沢洋子の業績を記念して、平成4年に同窓会が制定した。毎年デザインの発展に大きく貢献したクリエーターや団体に贈る。
桑沢賞には、桑沢賞本賞のほかに、特別賞、最優秀新人賞、地域賞（海外含む）、デザイン・オブ・ザ・イヤー賞などの特別顕彰がある。桑沢賞本賞は自薦・他薦による応募の中から、デザイン各界の著名な審査員で構成される桑沢賞選考委員会で選考され、同窓会理事会により承認される。本賞以外は同窓会理事会にて選考され、毎年5月に表彰式を行なう。
夏期デザイン講座
これからデザインの勉強を始める者や、桑沢デザイン研究所入学を目指す者のための講座で、毎年8月に開講している。デザインの基本といえる「色彩構成」「デッサン」「立体・図法」の3講座で構成され、日中・夜間とも前期・後期5日間の日程で行なわれている。このほかに学生・社会人を対象にした「夜間特別講座」も同時期に開講している。
桑沢デザイン塾
「デザインの総合的な知識と各界のデザイナーのクリエイティブ思想を広く伝える」ことを目的に1997年よりスタートした。また、不定期に国内外のデザイナーの講演会や作品展の主催、後援、協力も行なっている。
桑沢デザイン塾沿革
チャリティーフリーマーケット
隔年で秋の「桑沢祭」に合わせて開催されている。卒業生から物品提供をしてもらい、その収益の全ては社会貢献の為に寄付されている。
その他
年1度の定期総会開催や、桑沢祭、卒業生作品展、卒業アルバムに協賛している。

## 賞の種類
桑沢賞は、桑沢賞（本賞）、桑沢特別賞、桑沢新人賞、桑沢地域賞のほか、特別顕彰として桑沢スピリット賞、桑沢デザイン・オブ・イヤー賞などがある。